# Bahnar (langue)
Le bahnar est une langue bahnarique parlée au Viêt Nam.